# David L. Stone

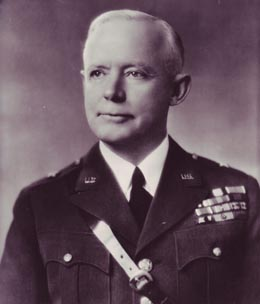
David L. Stone

David Lamme Stone Jr. (* 15. August 1876 in Stoneville, Washington County, Mississippi; † 28. Dezember 1959 in Tacoma, Washington) war ein Generalmajor der United States Army. Er war unter anderem Kommandeur der 3. Infanteriedivision.

## Leben
David Stone war ein Sohn des Plantagenbesitzers David Lamme Stone Sr. (1846–1878). Sein Geburtsort Stoneville war nach seinem Vater benannt. Nach dem frühen Tod seiner Eltern wuchs der jüngere Stone bei Verwandten in der Nähe von Greenville auf. In den Jahren 1894 bis 1898 besuchte er die United States Military Academy in West Point. Nach seiner Graduation wurde er als Leutnant der Infanterie zugeteilt. In der Armee durchlief er anschließend alle Offiziersränge vom Leutnant bis zum Zwei-Sterne-General.
Aufgrund des damaligen Spanisch-Amerikanischen Kriegs war die Abschlussprüfung des West-Point-Jahrgangs 1898 um einige Monate vorverlegt worden. Stone wurde sofort in diesem Krieg eingesetzt, wobei er mit dem 22. Infanterieregiment auf Kuba stationiert wurde. Nach einer kurzen Pause wurde er auf die Philippinen versetzt, wo er zwischen 1899 und 1902 am Philippinisch-Amerikanischen Krieg teilnahm.
In den folgenden Jahren versah er den für Offiziere in den jeweiligen Rangstufen üblichen Dienst in verschiedenen Einheiten und Standorten. Unter anderem wurde er im Jahr 1904 erneut auf die Philippinen versetzt, wo er bei Kämpfen mit Einheimischen verwundet wurde. Zurück in den Vereinigten Staaten wurde er nach dem notwendigen Krankenhausaufenthalt von der Infanterie zur Standortverwaltung (quartermaster corps) versetzt. In dieser Eigenschaft war er unter anderem in Fort Sill in Oklahoma, in Fort Lawton im Bundesstaat Washington und auf Hawaii stationiert.
Im Jahr 1917 war David Stone federführend an der Gründung von Camp Lewis, dem späteren Fort Lewis, beteiligt. Daran schloss sich eine Versetzung zur 3. Infanteriedivision an. Im Mai 1918 wurde er zum Leiter der G1-Stabsabteilung (Personal) der Division berufen und zum Oberst befördert. Gleichzeitig wurde er mit seiner Division nach Europa ausgeschifft, wo sie im Ersten Weltkrieg eingesetzt wurde. Im Oktober 1918 wurde er zum Hauptquartier der 2. Armee versetzt, wo er ebenfalls deren G1-Stabsabteilung leitete. Seine Einheiten waren bis zum Waffenstillstand im November 1918 an mehreren Schlachten und Gefechten beteiligt. Nach dem Krieg war Stone bis 1920 amerikanischer Vertreter in der Interalliierten Rheinlandkommission.
In den 1920er und 1930er Jahren setzte David Stone seine Offizierslaufbahn fort. Unter anderem war er Stabsoffizier bei der 7th Corps Area und im Kriegsministerium. Zwischen Juli 1930 und Juli 1932 kommandierte er in Fort Snelling in Minnesota das 3. Infanterieregiment. Danach war er bis 1933 Dozent für Militärwissenschaft an der University of Illinois. Im Mai 1933 erreichte er mit seiner Beförderung zum Brigadegeneral die Generalsränge. Gleichzeitig kehrte er nach Fort Snelling zurück, wo er zwischen 1933 und 1936 die 14. Infanteriebrigade befehligte. Es folgte eine Versetzung in das einst von ihm mitgegründete Fort Lewis im Staat Washington, wo er zwischen September 1936 und März 1937 die 3. Infanteriedivision kommandierte. Seit dem 1. Oktober 1936 bekleidete er den Rang eines Generalmajors.
Nach seiner Zeit als Kommandeur der 3. Infanteriedivision wurde Stone in die Panamakanalzone versetzt, wo er zwischen dem 12. April 1937 und dem 7. Januar 1940 das Kommando über das Panama Canal Department hatte. Damit war er Befehlshaber aller dortigen amerikanischen Heereseinheiten. Daran schloss sich eine Versetzung nach Fort Hayes in Ohio an, wo er bis April 1940 die 5th Corps Area leitete. Am 15. August 1940 trat er altersbedingt in den Ruhestand.
Stone war zunächst seit 1903 mit Helen Lemon Hoagland (1876–1929) verheiratet. Nach deren Tod heiratete er im Jahr 1935 Anita Thorne (1895–1994). Er verbrachte den ersten Teil seines Lebensabends in Thornewood, dem heutigen Lakewood, auf dem Anwesen seiner zweiten Frau. Nachdem sein Gesundheitszustand schlechter wurde, verkaufte das Paar dieses Anwesen und zog nach Tacoma. Dort starb David Stone nach langer Krankheit am 28. Dezember 1959. Er wurde auf dem Camp Lewis Cemetery in Fort Lewis beigesetzt.

## Orden und Auszeichnungen
David Stone erhielt im Lauf seiner militärischen Laufbahn unter anderem folgende Auszeichnungen:
- Army Distinguished Service Medal
- Silver Star
- Purple Heart